# Wizardry: Proving Grounds of the Mad Overlord
Wizardry: Proving Grounds of the Mad Overlord – komputerowa gra fabularna, wyprodukowana przez Andrew Greenberga i Roberta Woodheada w 1980 roku, pierwsza gra z serii Wizardry, ostateczna wersja gry została wydana w 1981 roku.
Gra była jednym z pierwszych tytułów, który był wzorowany na Dungeons & Dragons, a także pierwszą tego typu grą, która oferowała kolorową grafikę. Wizardry: Proving Grounds of the Mad Overlord to pierwszy tytuł z gatunku gier fabularnych dający możliwość gry całą drużyną bohaterów.
Gra ostatecznie stała się pierwszym tytułem z oryginalnej trylogii, która obejmowała również Wizardry II: The Knight of Diamonds i Wizardry III: Legacy of Llylgamyn.

## Rozgrywka
Akcja rozpoczyna się w mieście, gdzie gracz tworzy drużynę bohaterów składającą się z maksimum sześciu postaci. Przy tworzeniu postaci gracz ma do wyboru pięć ras (człowiek, elf, krasnolud, gnom i hobbit), trzy osobowości (dobra, neutralna i zła) i cztery podstawowe klasy (wojownik, kapłan, mag i złodziej).
Po wyposażeniu drużyny w odpowiedni ekwipunek, schodzi ona do lochów znajdujących się pod zamkiem. Lochy składają się z dziesięciu poziomów, każdy kolejny jest coraz trudniejszy do przemierzenia. W związku z charakterem rozgrywki gra należy do dungeon crawlerów. Celem gry jest odnajdywanie skarbów, awansowanie postaci poprzez zabijanie potworów i zdobywanie kolejnych umiejętności po przejściu wszystkich poziomów lochów i zdobyciu odpowiednio silnej drużyny gracz musi zmierzyć się z arcymagiem o imieniu Werdna, który posiada potężny, magiczny amulet.
Grafika w oryginalnym wydaniu jest bardzo prosta, w większości składa się z tekstu, okno z pierwszoosobowym widokiem lochów, zajmuje niewielką część ekranu, jednak jak na ówczesne czasy gra wyróżniała się oprawą wizualną gdyż popularne były wtedy gry w pełni tekstowe. Gdy gracz spotka przeciwnika, widok pierwszoosobowy znika i zastępuje go obrazek z wizerunkiem atakującego przeciwnika, którzy walczą w grupach od jednego do czterech osobników. Gra nie posiada funkcji mapy, w związku z tym gracz jest zmuszony do ręcznego jej rysowania, do gry dołączany był specjalny papier z kratką 20x20, który ułatwiał tworzenie map z gry.
Gra posiada bardzo wysoki poziom trudności spowodowany tym, że gracz nie może zapisać postępu gry w lochu, aby to zrobić musi najpierw z niego wyjść. Jeżeli wszyscy członkowie drużyny zginą to gra nie może być już kontynuowana, aczkolwiek, kolejne stworzone drużyny mogą odnaleźć ciała i przedmioty zmarłych.  Późniejsze wersje gry miały nieco niższy poziom trudności, gdyż możliwa była w nich kontynuacja gry od miejsca w którym zginęła drużyna.

## Odbiór
Gra niemal zaraz po wydaniu w 1981 roku stała się hitem, stając się najpopularniejszą grą roku na Apple II. 30 czerwca 1982 roku sprzedano ponad 24 000 egzemplarzy, przez co gra była jedną z najlepiej sprzedających się gier fabularnych w Ameryce Północnej. Magazyn „Electronic Games” w 1983 roku opisał Wizardry jako najbardziej popularna fabularna gra fantasy swoich czasów na platformę Apple II.